# Эдельсон, Давид Яковлевич
Давид Яковлевич Эдельсон (1915 — 15 сентября 1941, Ораниенбаумский район, Ленинградская область) — советский оператор-документалист.

## Биография
Окончил ВГИК. Работал на Ленинградской студии кинохроники.
В годы Великой Отечественной войны — фронтовой оператор. Погиб в районе Большой Ижоры в 1941 году при киносъёмке боев за город. Похоронен в братской могиле № 7 в Большой Ижоре Ломоносовского района (Ленинградская область).
Его имя гравировано на доске памяти в Киноцентре Санкт-Петербурга.